# Mlanjella fulva
Mlanjella fulva är en insektsart som beskrevs av Synave 1962. Mlanjella fulva ingår i släktet Mlanjella och familjen vedstritar. Inga underarter finns listade i Catalogue of Life.